# Gårdveda socken
Gårdveda socken i Småland ingick i Aspelands härad och området är sedan 1971 en del av Hultsfreds kommun i Kalmar län, från 2016 inom Målilla-Gårdveda distrikt.
Socknens areal är 67,57 kvadratkilometer, varav land 62,41. År 1950 fanns här 599 invånare. Kyrkbyn Gårdveda som nu är en del av tätorten Målilla med resterna av sockenkyrkan i Gårdveda kapell ligger i socknen. 

## Administrativ historik
Gårdveda socken har medeltida ursprung.
År 1830 bildade socknen en gemensam församling med Målilla socken, Målilla med Gårdveda församling.
Vid kommunreformen 1862 övergick sedan socknens ansvar för de borgerliga frågorna till Gårdveda landskommun. Denna uppgick 1952 i Målilla landskommun som sedan 1969 uppgick i Hultsfreds köping som 1971 ombildades till Hultsfreds kommun.
1 januari 2016 inrättades distriktet Målilla-Gårdveda, med samma omfattning som Målilla med Gårdveda församling hade 1999/2000 och fick 1830, och vari detta sockenområde ingår.
Socknen har tillhört samma fögderier och domsagor som Aspelands härad. De indelta soldaterna tillhörde Smålands husarregemente, Södra Vedbo och Staby skvadron, Överstelöjtnantens kompani och Kalmar regemente, Aspelands härads och Livkompanierna.

## Geografi
Gårdveda socken ligger vid mellan Oskarshamn och Vimmerby, söder om Emån och kring Gårdvedaån. Socknen norra delar vid ådalarna är flacka odlingsbygder medan den södra och västra delen är kuperad sjörik skogsbygd.

## Fornlämningar
Kända från socknen är gravrösen och gravfält från bronsåldern och järnåldern.

## Namnet
Namnet (1301 Gardhwidhe) kommer från en gård vid den nu rivna kyrkan. Förleden är gardher, 'hägnad, stängsel'. Efterleden är vidher, 'skog'.